# VOX ONE
VOX ONE（ボックス・ワン）とは、アメリカのアカペラグループ。

## 略歴
1988年、当時バークリー音楽院に在籍していた松岡由美子が学内で知り合った仲間とともにVOX ONEを結成。幾度かのメンバーチェンジを得て1993年にアルバム『VOX ONE』でデビュー。
その後アメリカで3枚、日本で2枚のアルバムを発表、米国アカペラ連盟(CASA)主催のアカペラレコード大賞(CARA)でアルバム大賞を受賞するなど活躍をしたが1997年活動停止。
活動停止後はソロや他のグループに加入するなどそれぞれの音楽活動を行っていたが、2004年に再結成をした。
また、メンバー5人全員が母校のバークリー音楽院で教鞭をとるなど、後進の指導にも熱心に行っている。
日本においては再結成した年の11月に来日、1週間の日本ツアーを行ったほか、2006年にも再来日し大学等でワークショップを行った。その他2006年に流れた明治製菓の企業CMで「IF」という曲が採用されたこともあった。

## メンバー
ジョディ・ジェンキンス(Jodi Jenkins) - ソプラノ
ルイジアナ州出身。子供の頃から教会の合唱団などで歌い、バークリー音楽院に進学。Vox Oneには1991年にオーディションを受けて入ったという。現在はバークリー音楽院のボーカル専攻の助教授である。いろいろなスタイルを教えているが、特にゴスペル、R&Bとジャズを専門としている。スタジオシンガーとしてテレビやラジオのコマーシャルにも登場している。
松岡由美子 - アルト
東京都出身。4歳のころからピアノを始め、高3のときにFMで偶然耳にしたシンガーズ・アンリミテッドのクリスマスアルバムをきっかけにアカペラの魅力にとりつかれたという。大学卒業後、外務省の外郭団体の勤務するかたわら、杉並区にある飯田ジャズ・スクールで理論を学ぶ。1986年、同校の講師に勧められバークリー音楽院に留学。同校では編曲を専攻していたが1988年の秋に自分の編曲を歌ってもらうために学内の4人のシンガーに声をかけたのがVox Oneの始まりである。現在は同校の教授を務めている。Vox Oneでの活動のほか、様々なボーカルグループにアレンジを提供している。また2001年10月に松山市で開催された「正岡子規100年祭」での委嘱作品として、正岡子規の「病牀六尺」から詩をとった"A Six-foot Sickbed"を作曲している。
ポール・スティラー(Paul Stiller) - テナー、ボイスパーカッション
ミネソタ州出身。大学時代からアカペラグループで活躍する一方、R&Bバンドでキーボードとリードボーカルを担当。その後1987年にジャズを学ぶための奨学金を得てバークリー音楽院に入学し、Vox Oneに加入した。現在はVox Oneの活動のほか、アレンジャーとして多くのバンドに参加している。またドクターペッパーをはじめとする多くのCMに音楽を提供している。
ポール・パンピネラ(Paul Pampinella) - バリトン
ニューヨーク州出身。8歳のころからCMソングを歌う仕事を始め、高校時代はバンドでベーシストとして活動。1990年、17歳の時にバークリー音楽院に入学し、松岡から誘われVox Oneに加入した。その後同じくボストンで活動するアカペラバンドのFive O'Clock Shadowでも活躍。現在はふたつのグループを掛け持ちしながら、バークリー音楽院の教員として後進の指導にもあたっている。
トム・バスケット(Tom Baskett) - ベース
コロラド州出身。子供の頃からゴスペルやR&Bに親しみ、高校でアカペラ・グループに参加した後、1986年にバークリー音楽院に奨学生として入学。松岡から誘われVox Oneに加入した。現在ではボーカリストとして様々なセッションで活動している。

## 作品
1. VOX ONE
  1. EDELWEISS  (5:11)
  2. MY ROMANCE  (2:04)
  3. WHY BLUE?  (2:57)
  4. THE WATER IS WIDE  (3:15)
  5. RESPECT  (3:37)
  6. OL' MAN RIVER  (2:50)
  7. MOVE ON  (3:56)
  8. MY OLD KENTUCKY HOME, GOOD NIGHT!  (2:53)
  9. COULD YOU BELIEVE  (3:50)
  10. MISSIN' YOU  (3:50)
  11. AMAZING GRACE  (4:13)
2. Out There
  1. Searching for You
  2. Whisper When I Speak
  3. Eyes of a Jungle
  4. Gone By
  5. Save Me
  6. Sky Is Crying
  7. Say You'll Always Be
  8. That Which You Love
  9. Morning
  10. Out There
3. Say you love me
  1. My Cherie Amour  (03:28)
  2. Time After Time  (04:06)
  3. Say You Love Me  (03:30)
  4. Shenandoah  (03:50)
  5. Whisper When I Speak [Alternate Mix]  (03:47)
  6. It's Too Late  (04:18)
  7. Autumn Leaves  (03:40)
  8. Lovin' You  (03:44)
  9. Out There [Alternate Mix]  (03:00)
  10. White Christmas  (02:25)
4. Chameleon
  1. Chameleon
  2. Naima (My Dreams)
  3. Moonglow
  4. All Blues
  5. Danny Boy
  6. On Green Dolphin Street
  7. You Don't Know What Love Is
  8. Over the Rainbow
  9. Teen Town
  10. Round Midnight
5. Pure Imagination
  1. Pure Imagination  (03:30)
  2. Kind of a 3  (05:08)
  3. Improv 1  (01:37)
  4. Simple Gifts  (03:49)
  5. Improv 2  (00:50)
  6. Try  (05:18)
  7. Take Me out to the Ballgame  (01:05)
  8. Improv 3  (04:43)
  9. Woodstock  (05:01)
  10. Leave It to Me (Or Leave Me Alone)  (04:19)
  11. Improv 4  (02:07)
  12. Aura Lee  (04:14)
  13. Improv 5  (01:06)
  14. I Wish  (04:00)
  15. You Know  (04:47)
  16. Improv 6